# Медична сотня
Медична служба Самооборони майдану — структурний підрозділ Самооборони Майдану, створений з метою медичного забезпечення сотень Самооборони Майдану та учасників Євромайдану, складається з добровольців. Організована у 6-ту сотню Самооборони Майдану.

## Мета утворення
Після прийняття рішення про створення Самооборони майдану постало питання щодо оперативного медичного забезпечення самооборонців під час проведення акцій особливо за межами Майдану Незалежності.

## Історія
- Активно почала працювати у 2013 році[1] після першого штурму Майдану, до якого тодішня медицина, яка являла собою розрізнені групи волонтерів-медиків, повністю готова не була.
- 1 грудня 2013 року входить до складу Самооборони Майдану, у складі 24 сотень Самооборони Майдану. Медична сотня має цілодобове вартування на барикадах разом з сотнями Самооборони Майдану. Організовані  мобільні медичні групи[2], збір донорської крові[3], постачання ліками[4][5].
- 20 лютого 2014 р. загалом загинуло понад 70 осіб (до 100 — всі з вогнепальними пораненнями), повідомила медслужба Євромайдану[6][7].

## Дислокація
- до 18 лютого 2014 року: 3-ій поверх будинку Федерації профспілок України[8];
- в Будинку офіцерів Києва 150 поранених[9];
- в готелі «Україна» 500 поранених[10][11].

## Засновники
За наказом коменданта Майдану Степана Кубіва було організовано Медичну службу. Після створення сотень Майдану комендантом Андрєм Парубієм поміж них була створена Медична сотня. Її сотником став Андрій Тірон. Безпосередня організація сотні та координування здійснювали Андрій Тірон та двоє його заступників: Андрій Салагорник та Андрій Кухар.
Згодом, мобільні медичні бригади з'явились і на Майданах у інших містах. Наприклад, в Івано-Франківську, де їх очолив Назар Слюсаренко, який був вихідцем з мобільних медичних бригад Самооборони Майдану.

## Структура Медичної служби самооборони майдану

### Керівний склад
Начальник Медичної служби самооборони майдану — Тірон Андрій Валерійович
Заступник Начальника Медичної служби самооборони майдану — Андрій Салагорник (організаційно планове забезпечення діяльності сотні)
Заступник Начальника Медичної служби самооборони майдану — Андрій Кухар (повсякденна діяльність сотні та матеріальне забезпечення)
В різні часи на чергування на майдані заступало від шести до тридцяти мобільних медичних груп.
Склад медичних груп формувався по принципу один дипломований медик на три чотири волонтери які виступали як правило як санітари-носії. Оснащення відбувалось по принципу надання невідкладної допомоги на місці та доправлення потерпілого до найближчого медичного пункту які існували на майдані або ж до карети швидкої допомоги. Укомплектовувались мобільні медичні бригади так званими наборами ( травматологічним, противірусним, дегазаційним та ін. в залежності від тих чи інших подій).

## Перешкоджання медслужбі

### Крадіж запасу ліків
На Євро Майдані псевдо волонтери вкрали 15 ящиків з ліками

### Не кваліфікований персонал
Велика кількість осіб які здійснювали розповсюдження ліків серед мітингувальників при цьому не маючи жодної медичної освіти що призводило до масових отруєнь ліками.

### Шпигуни Захарченка
Як стало відомо після перемоги революції гідності в управлінні сотні, серед активістів сотні, діяли нештатні співробітники МВС які вели підривну діяльність сотні з середини за вказівками кураторів з оточення тодішнього Міністра МВС Захарченка

## Логотип
Геральдичний символ сформований у період листопада—грудня 2013 року, і містить у гаслі ідею присяги Гіпократа традиційною для медицини латиною лат. Omnes salvos volumus; має білий колір «чистоти» (символ гігієни) лікаря, червоний колір — крові пацієнта; символ серця — центру людського життя, та традиційний для європейської культури — хрест.